# Josef Pasternack
Josef Alexander Pasternack (Częstochowa, 7 luglio 1881 – 29 aprile 1940) è stato un direttore d'orchestra e compositore polacco.

## Biografia
Nacque a Częstochowa, in Polonia nel 1881, il figlio maggiore di Sigmund e Dora Pasternack. Aveva due fratelli minori, Samuel e David. Suo padre e suo nonno erano stati maestri di banda in Polonia e iniziò lo studio del violino all'età di quattro anni, sotto la guida di suo padre. All'età di dieci anni entrò al Conservatorio di Musica di Varsavia, dove studiò inizialmente pianoforte e composizione. Intraprese pian piano lo studio di tutti gli strumenti conosciuti in Polonia, tanto che quando lasciò il Conservatorio sapeva suonare tutti gli strumenti dell'orchestra tranne l'arpa.
All'età di 15 anni emigrò negli Stati Uniti con i suoi due fratelli e il padre. Inizialmente lavorando nel ristorante di un albergo come cameriere. Successivamente prese il posto di violinista nell'orchestra dell'hotel nel quale lavorava. Riuscì a convincere il direttore della banda a permettere anche ai suoi fratelli di effettuare un'audizione, e così iniziarono la loro carriera musicale in America. Poco dopo, girò il paese americano come pianista accompagnatore. Nel 1902 fu assunto come violista presso la Metropolitan Opera Orchestra di New York e poi divenne primo violista, continuando fino al 1909.
Le sue abilità attirò l'attenzione del famoso Arturo Toscanini, che era diventato direttore principale del Met nel 1908.  Fu allora che Pasternack fu nominato "direttore assistente" nel 1909, posizione che mantenne per un anno.
Nel 1911 ritornò in Europa come direttore dell'Opera di Brema, ma il Metropolitan chiese il suo ritorno sul palcoscenico newyorkese e ritornò al Met come direttore d'orchestra per il 1911-13. 
Nel periodo 1913-26 fu direttore della Century Opera Company di New York, della Chicago Symphony Orchestra, della Boston Symphony Orchestra e della Philadelphia Philharmonic Society.
Mentre era alla Philadelphia Philharmonic diresse Marian Anderson, la prima cantante afroamericana ad esibirvisi.
Nel 1916 divenne direttore musicale della Victor Talking Machine Company (in seguito RCA Victor) insieme a Rosario Bourdon. Nel suo ruolo alla Victor, effettuò diverse incisioni con orchestre e diretto programmi per molti famosi cantanti e strumentisti dell'epoca, tra cui Enrico Caruso, Fritz Kreisler e Jascha Heifetz. Dal 1928 fino alla sua morte nel 1940 diresse orchestre per la NBC Radio, incluso per un programma con Nelson Eddy e The Carnation Contented Hour.
Ha composto canzoni e musica per il cinema e la radio e ha scritto i testi di "Taps".
Si sposò nel 1904 con Helen Feirman ed ebbe due figlie, Florence e Cecile.